# タイザン5
タイザン5（タイザンファイブ）は、日本の漫画家。

## 来歴
2020年9月22日、ウェブコミック投稿サイト「ジャンプルーキー!」（集英社）に読切『讃歌』を投稿し、2020年9月期編集部期待賞を受賞。
同年10月、『週刊ヤングジャンプ』（同）の1億円40漫画賞に読切『同人政治』を投稿し、政治部門で佳作を受賞。
『少年ジャンプ+』（同）で2021年12月10日から2022年3月25日まで『タコピーの原罪』を連載し、連載デビューを果たす。同作は同サイト史上初の1日あたり200万以上の閲覧数を記録し、話題となった。
2022年、『タコピーの原罪』で第51回日本漫画家協会賞まんが王国とっとり賞を受賞。同年9月、「タイザン5漫画賞」が創設され、タイザン5が特別審査員を務める。同年11月、『週刊少年ジャンプ』（同）50号よりホームドラマを描いた『一ノ瀬家の大罪』の連載を開始。

## 人物
「ジャンプルーキー!」で賞を獲るまでどんな漫画の勉強をしていたかの質問に対し、映画をなるべくたくさん見るようにしていたようで、『トレインスポッティング』や『2人のローマ教皇』など好きな作品は繰り返し見る。

## 作品リスト

### 連載
- タコピーの原罪（『少年ジャンプ+』2021年12月10日[4] - 2022年3月25日） - 第51回日本漫画家協会賞まんが王国とっとり賞受賞[7]。
- 一ノ瀬家の大罪（『週刊少年ジャンプ』2022年50号[8] - 2023年49号[10]）

### 読み切り
- 讃歌[4]（『ジャンプルーキー!』2020年9月22日[1]） - 2020年9月期編集部期待賞受賞[2]、『一ノ瀬家の大罪』6巻に併録[11]。
- 同人政治（『となりのヤングジャンプ』2020年10月15日[3]） - 1億円40漫画賞政治部門佳作受賞[3]、『一ノ瀬家の大罪』6巻に併録[11]。
- ヒーローコンプレックス[4]（『少年ジャンプ+』2021年2月12日[12]）
- キスしたい男[4]（『少年ジャンプ+』2021年7月17日[13]） - 『読切集『恋』』に収録[14]。
- はなれたふたり（『少年ジャンプ+』2024年7月26日[15]） - YOASOBIの楽曲制作のために制作されたスポーツ漫画[16]。
- ファイティングガールズ（『少年ジャンプ+』2025年8月18日[17]） - 「少年ジャンプ＋夏の特別読切11連弾」作品[17]。

### 書籍
- 『タコピーの原罪』、集英社〈ジャンプ コミックス〉2022年、全2巻
- 『一ノ瀬家の大罪』、集英社〈ジャンプ コミックス〉2023年 - 2024年、全6巻